# Ykkönen 1996
Die Ykkönen 1996 war die dritte Spielzeit der zweithöchsten finnischen Fußballliga unter diesem Namen und die insgesamt 59. Spielzeit seit der offiziellen Einführung einer solchen im Jahr 1936. Sie begann am 27. April und endete am 12. Oktober 1996.

## Modus
Die Liga wurde auf 20 Vereine ausgeweitet. Die Mannschaften waren in zwei Gruppen zu je 10 Teams aufgeteilt. Zwischen den Teams wurden nun jeweils drei statt zwei Partien ausgetragen. Dadurch absolvierte jede Mannschaft im Verlauf einer Saison 27 Spiele. Die beiden Gruppensieger ermittelten am Saisonende den Meister, der dann in die Veikkausliiga 1997 aufstieg. Das unterlegene Team konnte durch die Relegation gegen den Viertletzten der Veikkausliiga noch den Aufstieg schaffen. Aus jeder Gruppe stiegen die letzten drei Vereine in die Kakkonen ab.

## Teilnehmer
| Verein                     | Stadt        |
| -------------------------- | ------------ |
| FC Honka Espoo             | Espoo        |
| Kesko-Team Hämeenlinna     | Hämeenlinna  |
| Hangö IK                   | Hanko        |
| Helsingin Ponnistus        | Helsinki     |
| IF Gnistan                 | Helsinki     |
| FC Kontu                   | Helsinki     |
| Kultsu Joutseno            | Joutseno     |
| Kotkan Työväen Palloilijat | Kotka        |
| Rakuunat Lappeenranta      | Lappeenranta |
| Tikkurilan PS              | Vantaa       |

| Verein                 | Stadt     |
| ---------------------- | --------- |
| JJK Jyväskylä          | Jyväskylä |
| Kemin Palloseura       | Kemi      |
| Gamlakarleby BK        | Kokkola   |
| Kuopion PS             | Kuopio    |
| Kuusysi Lahti          | Lahti     |
| Lahden Reipas          | Lahti     |
| Oulun Palloseura       | Oulu      |
| Pallo-Iirot Rauma      | Rauma     |
| TP-Seinäjoki           | Seinäjoki |
| Tampereen Pallo-Veikot | Tampere   |

## Abschlusstabellen

### Gruppe Süd
| Pl. | Verein                     | Sp. | S  | U | N  | Tore    | Diff. | Punkte |
| --- | -------------------------- | --- | -- | - | -- | ------- | ----- | ------ |
| 1.  | Hangö IK (N)               | 27  | 19 | 3 | 5  | 062:210 | +41   | 60     |
| 2.  | Kotkan Työväen Palloilijat | 27  | 15 | 7 | 5  | 035:170 | +18   | 52     |
| 3.  | Kesko-Team Hämeenlinna     | 27  | 14 | 9 | 4  | 049:350 | +14   | 51     |
| 4.  | Tikkurilan PS (N)          | 27  | 13 | 5 | 9  | 045:280 | +17   | 44     |
| 5.  | FC Honka Espoo (N)         | 27  | 10 | 7 | 10 | 058:480 | +10   | 37     |
| 6.  | IF Gnistan                 | 27  | 10 | 6 | 11 | 029:390 | −10   | 36     |
| 7.  | Helsingin Ponnistus (A)    | 27  | 9  | 7 | 11 | 042:510 | −9    | 34     |
| 8.  | Kultsu Joutseno            | 27  | 6  | 9 | 12 | 031:490 | −18   | 27     |
| 9.  | Rakuunat Lappeenranta      | 27  | 5  | 6 | 16 | 025:530 | −28   | 21     |
| 10. | FC Kontu                   | 27  | 2  | 5 | 20 | 024:590 | −35   | 11     |

Platzierungskriterien: 1. Punkte – 2. Tordifferenz – 3. geschossene Tore

| (A) | Absteiger aus der Veikkausliiga 1995 |
| (N) | Aufsteiger                           |

### Gruppe Nord
| Pl. | Verein                     | Sp. | S  | U  | N  | Tore    | Diff. | Punkte |
| --- | -------------------------- | --- | -- | -- | -- | ------- | ----- | ------ |
| 1.  | TP-Seinäjoki (N)           | 27  | 19 | 5  | 3  | 044:170 | +27   | 62     |
| 2.  | Tampereen Pallo-Veikot (A) | 27  | 16 | 6  | 5  | 052:260 | +26   | 54     |
| 3.  | Kuusysi Lahti (A)          | 27  | 16 | 5  | 6  | 048:280 | +20   | 53     |
| 4.  | Pallo-Iirot Rauma          | 27  | 11 | 5  | 11 | 047:450 | +2    | 38     |
| 5.  | Gamlakarleby BK            | 27  | 10 | 7  | 10 | 047:450 | +2    | 37     |
| 6.  | JJK Jyväskylä (N)          | 27  | 8  | 10 | 9  | 041:390 | +2    | 34     |
| 7.  | Kuopion PS                 | 27  | 8  | 8  | 11 | 039:370 | +2    | 32     |
| 8.  | Kemin Palloseura           | 27  | 9  | 3  | 15 | 038:530 | −15   | 30     |
| 9.  | Lahden Reipas              | 27  | 6  | 11 | 10 | 035:470 | −12   | 29     |
| 10. | Oulun Palloseura (N)       | 27  | 1  | 2  | 24 | 014:680 | −54   | 05     |

Platzierungskriterien: 1. Punkte – 2. Tordifferenz – 3. geschossene Tore

| (A) | Absteiger aus der Veikkausliiga 1995 |
| (N) | Aufsteiger                           |

## Play-offs
Die beiden Gruppensieger spielten um die Meisterschaft und Aufstieg. Der Sieger stieg in die Veikkausliiga auf, der Unterlegene musste eine weitere Runde gegen den Viertletzten der ersten Liga bestreiten.
|          | Gesamt |              | Hinspiel | Rückspiel |
| -------- | ------ | ------------ | -------- | --------- |
| Hangö IK | 2:8    | TP-Seinäjoki | 2:5      | 0:3       |

## Relegation
Aufstieg
|          | Gesamt |              | Hinspiel | Rückspiel |
| -------- | ------ | ------------ | -------- | --------- |
| Hangö IK | 1:2    | HJK Helsinki | 0:1      | 1:1       |

Beide Vereine blieben in ihren jeweiligen Ligen.